# L&YR Well Wagon 57
Die Tiefladewagen (im Englischen mit Well Wagon bezeichnet) nach Musterblatt 57 der britischen Lancashire and Yorkshire Railway (L&YR) entstanden 1899 in den eigenen Werkstätten der Eisenbahngesellschaft in Newton Heath.

## Geschichte
Für den Transport schwerer mechanischer Ausrüstung benötigte die L&YR verschiedene Tiefladewagen. Neben Spezialwagen für den Transport von Schienenfahrzeugen entstanden 1899 zwei Tiefladewagen mit zweiachsigen Diamond-Drehgestellen, die mit 25 t auf einer Ladelänge von 6096 mm beladen werden konnten.
Wie lange diese Wagen im Einsatz waren, ist nicht genau bekannt.
Ab 1903 wurden auch größere Tiefladewagen mit 52 t Nutzlast eingesetzt.